# Ancien port d'embarquement des esclaves de Loango
L'ancien port d'embarquement des esclaves de Loango est un site culturel de la république du Congo, inscrit sur la liste indicative du patrimoine mondial de l'UNESCO depuis 2008.

## Localisation

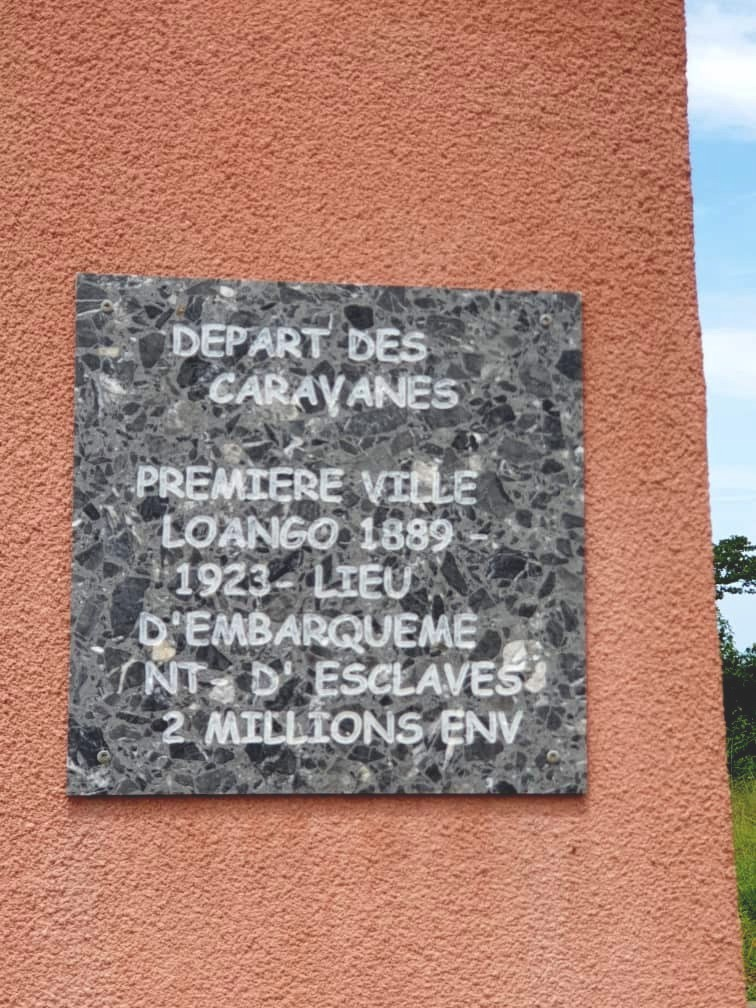
Stèle commémorative en république du Congo

L'Ancien port d'embarquement des esclaves de Loango est situé dans la côte d'Angole, à 20 km de Pointe-Noire, dans la sous-préfecture de Hinda, dans le département du Kouilou. Ses limites sont la Pointe indienne au sud-est, l'océan Atlantique au sud et au sud-ouest, le village de Matombi au nord-ouest, et au nord-est la localité de Diosso, l'ancien quartier administratif de Bwali, capitale du royaume de Loango. Il est surplombé par l’ancienne lagune de Tchibete que l'implacable érosion marine a presque entièrement fait disparaître.
La baie de Loango est l'une des rares zones rocheuses de la côte congolaise. Sa crique épargnée par la houle, ces forts courants marins qui balaient en permanence les plages du pays, permettent le développement d'une biodiversité importante, notamment des tortues marines.
La végétation herbacée est dominée par des arbres de petite taille, avec un sol sablonneux influencé par le climat marin. 

## Historique
De 1500 à 1867, sous l'impulsion des puissances commerciales européennes, la plus grande entreprise de déportation transocéanique de l'histoire humaine a déplacé près de 12,5 millions d'esclaves noirs africains des côtes africaines vers les côtes américaines. Environ 1,5 million d'entre eux (12 %) ont péri lors de la traversée.
Selon la vision réductrice européenne, ces « Africains » formaient un tout homogène, alors qu'ils provenaient d'horizons multiples, parlaient différentes langues, et étaient empreints de cultures et de religions diverses. Dans cette myriade de peuples figuraient aussi bien des rois, des reines, des princes, des princesses, des guerriers, des prêtres, que des agriculteurs, des marchands, des bergers ou des forgerons,,.
Certains se rebellèrent, à l'instar de Jemmy, chef de la rébellion de Stono.
Ces pionniers en adaptant leurs modes de vie et leurs coutumes (langue, logement, alimentation, culture) ont édifié les grandes propriétés agricoles et les moulins à sucre, cultivé les champs de canne à sucre, de café, de maïs, de riz et de coton, ont extrait l'or et l'argent des rivières et des montagnes, participé à la construction des villes et de leurs faubourgs. Ce faisant, leur mortalité très élevée s'explique par leur exploitation sans relâche comme laboureurs, mineurs, bergers...., tout en étant victimes de châtiments et de mauvais traitements.
Le terme « Loango » est le mot générique utilisé par exemple au Venezuela et en Guyane néerlandaise pour désigner des esclaves en provenance d’Afrique centrale, en particulier des cotes Kongo et de leurs vassaux (Loango, Kakongo, Ngoyo). Par exemple dans l’île de Curaçao, les esclaves de l’Afrique centrale étaient appelés « Loangos noirs ». Ce qui fait que plusieurs esclaves avaient le patronyme de « Loango », comme Francisco Loango, Manuel et Simón Loango dans l’histoire coloniale du Venezuela.

### Ports d'attache des navires négriers

Plans de la Marie Séraphique du capitaine Gaugy, armée par M. Gruel de Nantes pour l'Angola, avec tonneaux à flancs de cale, 307 Noirs entassés à l'entrepont et pont, 1770

Pour environ la moitié des voyages négriers transatlantiques, leur point de départ ont été les ports européens. Au début de la période (XVIe siècle), les principaux ports se situent dans la péninsule Ibérique. Toutefois, à partir du début du XIXe siècle, ce sont les ports d'Europe du Nord qui prennent la première place.  
Considérée comme un commerce comme un autre, la traite négrière a permis à quasiment tous les ports de France d'armer et de faire partir plus de 2 800 navires négriers : Le Havre, Honfleur, Saint-Malo, La Rochelle, Dunkerque, Toulon... Arrivent toutefois en tête du palmarès français par le nombre d'embarcations négrières lancées sur les mers, le port de Nantes avec 52 % des expéditions françaises et plus loin derrière, celui de Bordeaux. 
Outre ces grands ports, des milliers d'armateurs et de planteurs ont fait fortune grâce à ce commerce. Les noms aux consonances fraternelles des navires, corvettes et frégates qui ont traversé l'Atlantique sont « Le Bienfaisant », « l’Aimable », « la Vertu », « la Justice », « l’Égalité », « la Fraternité », « le Père de famille », « les Bons Frères », « le Bon Citoyen »…. La cargaison transportée était constituée de textiles, d’armes, d’alcool, de plomb, de fer – leur monnaie d’échange contre « l’or noir » − 

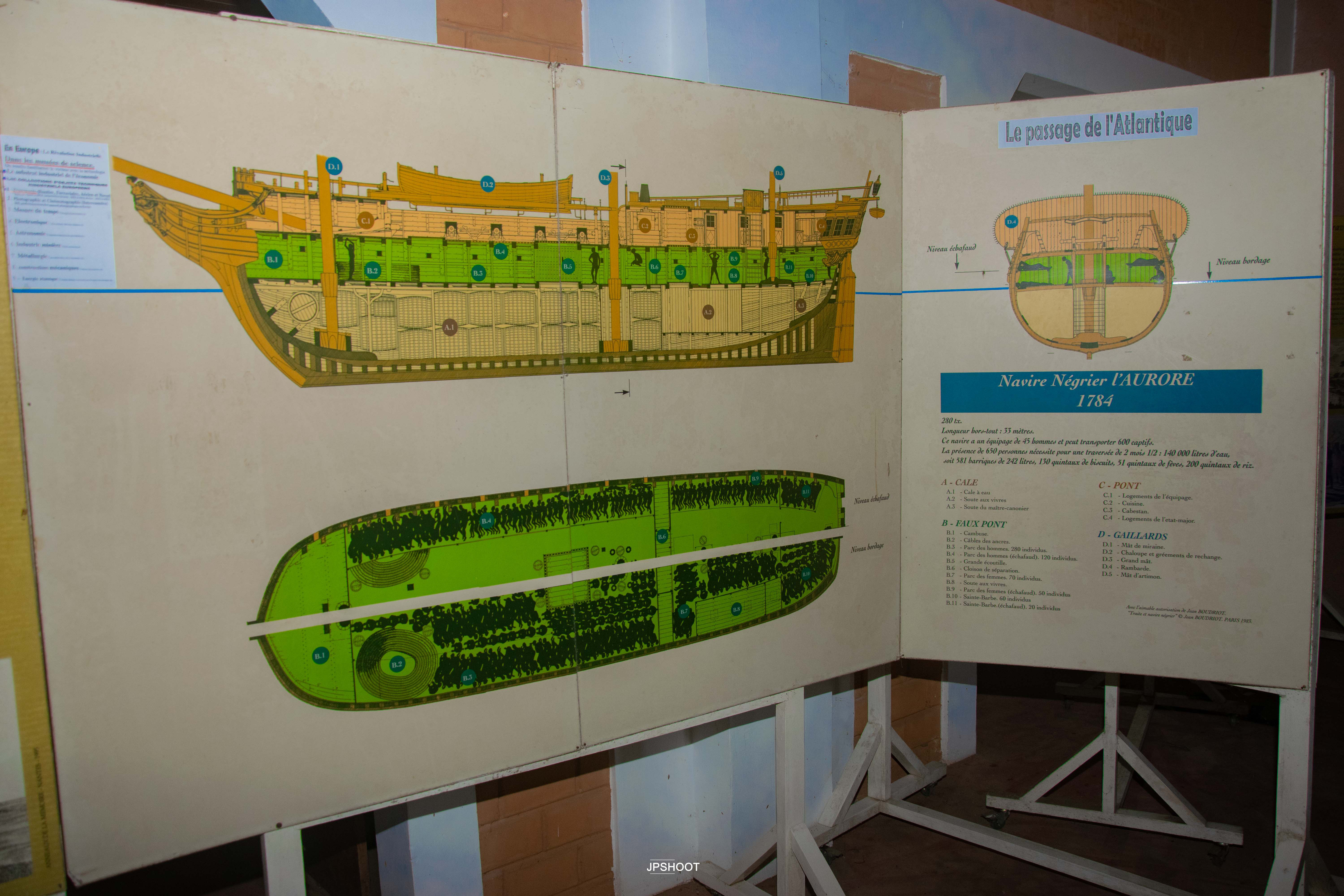
Navire négrier L'aurore 1784

Les expéditions s’approvisionnaient en esclaves, dans les comptoirs des côtes africaines, entre le Sénégal et l'océan indien, traversaient l’océan atlantique, déposaient leur cargaison humaine dans les îles françaises, puis revenaient, au bout d’un an, d’un an et demi, avec du café, du cacao, du sucre de canne, le « pétrole » de l’époque. 
Les navires transportaient en moyenne de 350 à 450 esclaves, entassés dans l’entrepont clos et obscur; les hommes à l’avant, les femmes et les enfants à l’arrière, nus, enferrés par deux. Le taux de mortalité des captifs oscillait entre 10 et 20 %, pour cause de dysenterie, de variole, de rougeole, de soif, de faim, de mauvais traitements, de tentatives de rébellion. 
En Grande-Bretagne et même pour toute l'Europe, le plus grand port négrier est Liverpool (suivi par Londres et Bristol) qui lancent autant d'expéditions négrières que tous les ports français réunis.[réf. nécessaire]
En troisième position européenne, arrivent les ports des Provinces-Unies. 
Néanmoins, ce ne sont pas les pays cités (Grande-Bretagne, France, Provinces-Unies) qui ont été le plus grand théâtre de la traite négrière européenne mais bien le Portugal avec 4,6 millions d’Africains transférés vers les colonies européennes des nouveaux mondes pour seulement moins de 100 expéditions négrières parties de Lisbonne car si cette capitale d'empire donnait effectivement les ordres, elle reliait en droiture « les deux rives portugaises de l’Atlantique Sud : des côtes du Cap-Vert, de Guinée, de l’Angola, du Loango (république du Congo) ou du Mozambique vers l’immense Brésil, sans transiter par l’Europe ». De la même manière, le trafic négrier espagnol ne passait pas par Cadix : l’Espagne recourait à l’achat de captifs africains auprès d’autres puissances telles l'Angleterre, le Portugal et les Pays-Bas. Il s'agit de l'Asiento.
Aux Amériques, c'est donc le port de Rio de Janeiro qui est le plus actif du monde durant toute la traite triangulaire. En définitive, les ports brésiliens de Rio et de Bahia ont lancé plus de voyages de traite que tous les ports négriers européens.

### Ports d'embarquement des esclaves

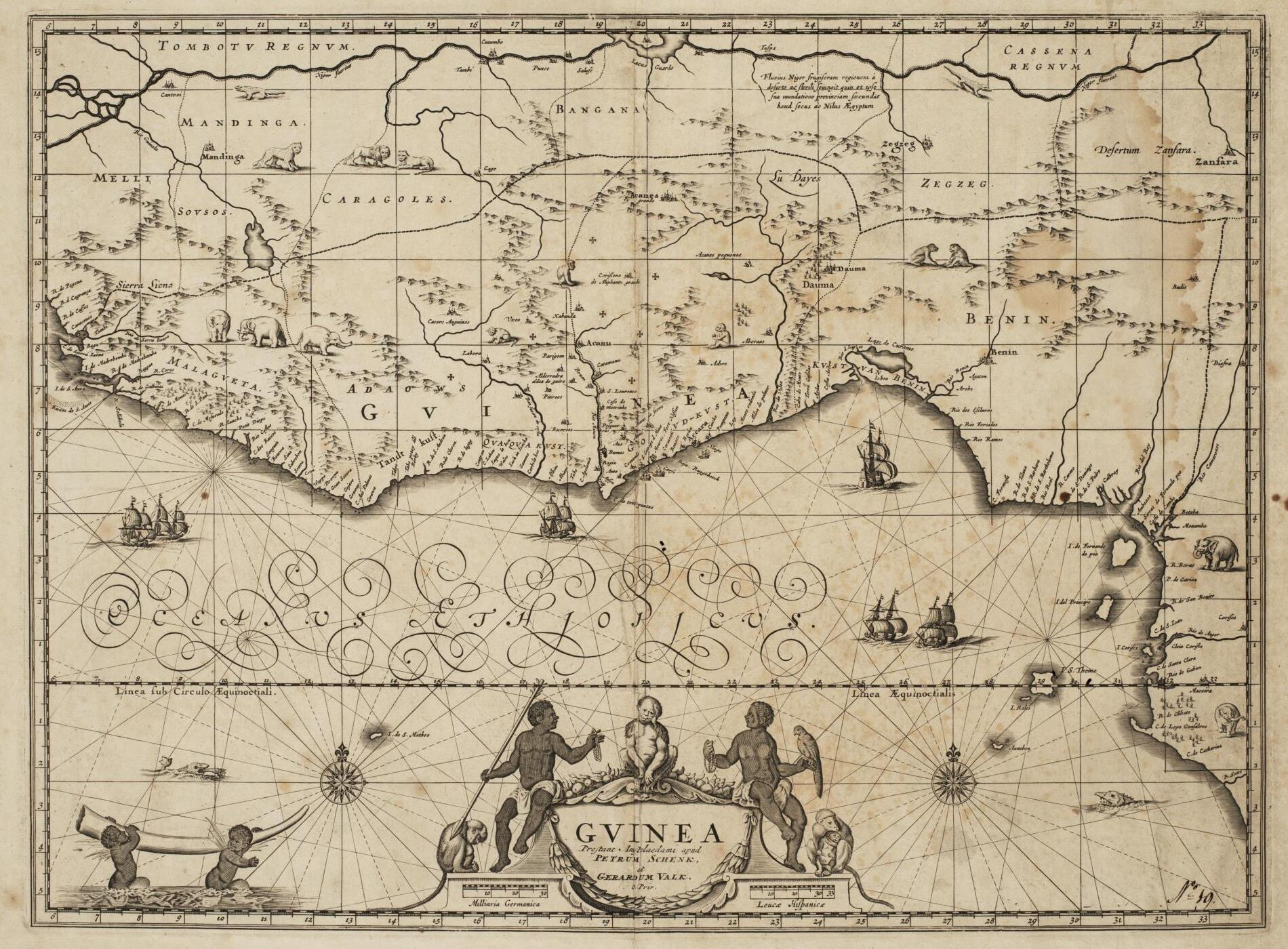
Carte du golfe de Guinée - Peter Schenk l'Ancien (1660 - 1718); Gerard Valck (1652 - 1726).
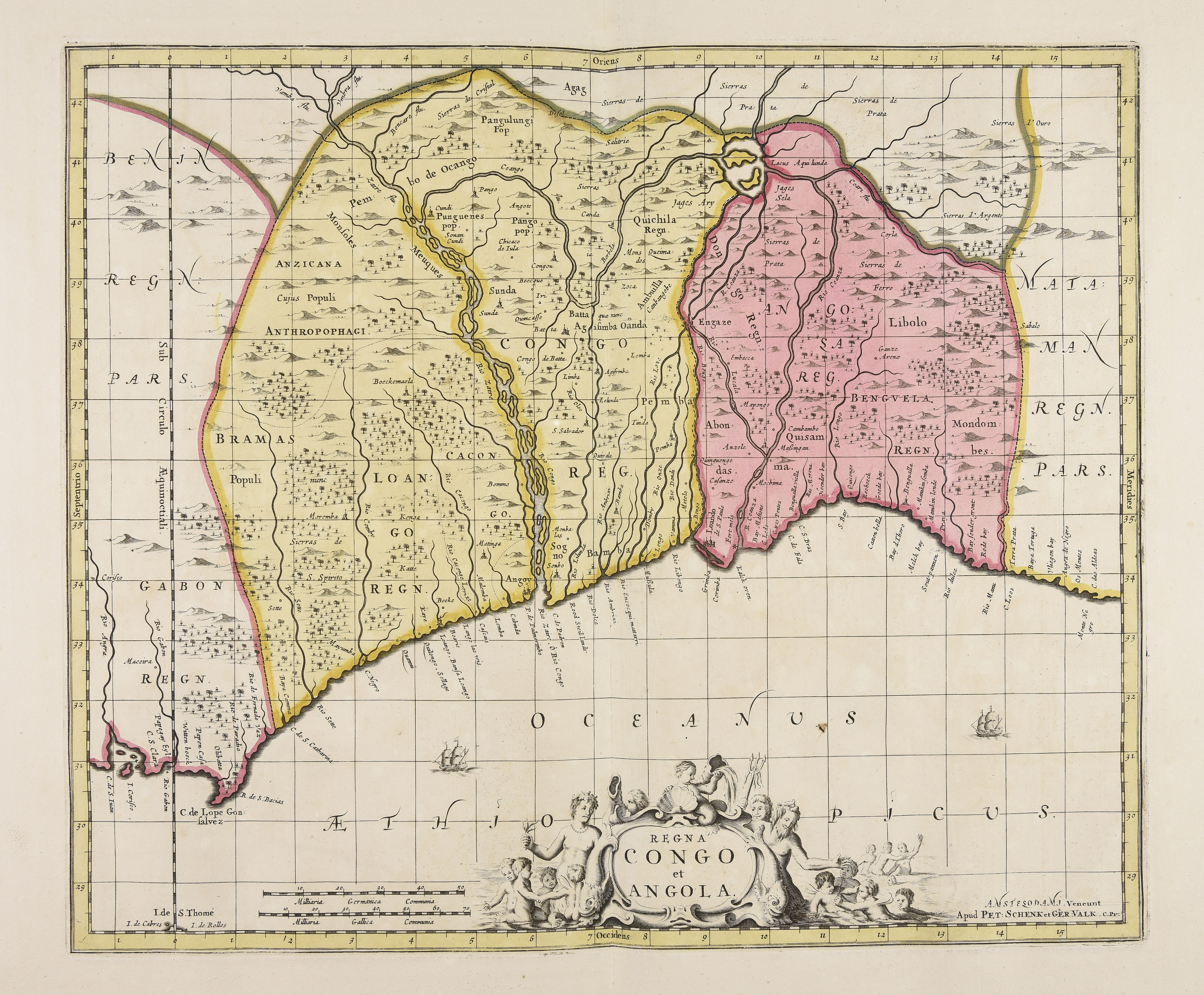
Carte des royaumes de Loango et du Kongo - Peter Schenk l'Ancien (1660 - 1718); Gerard Valck (1652 - 1726).
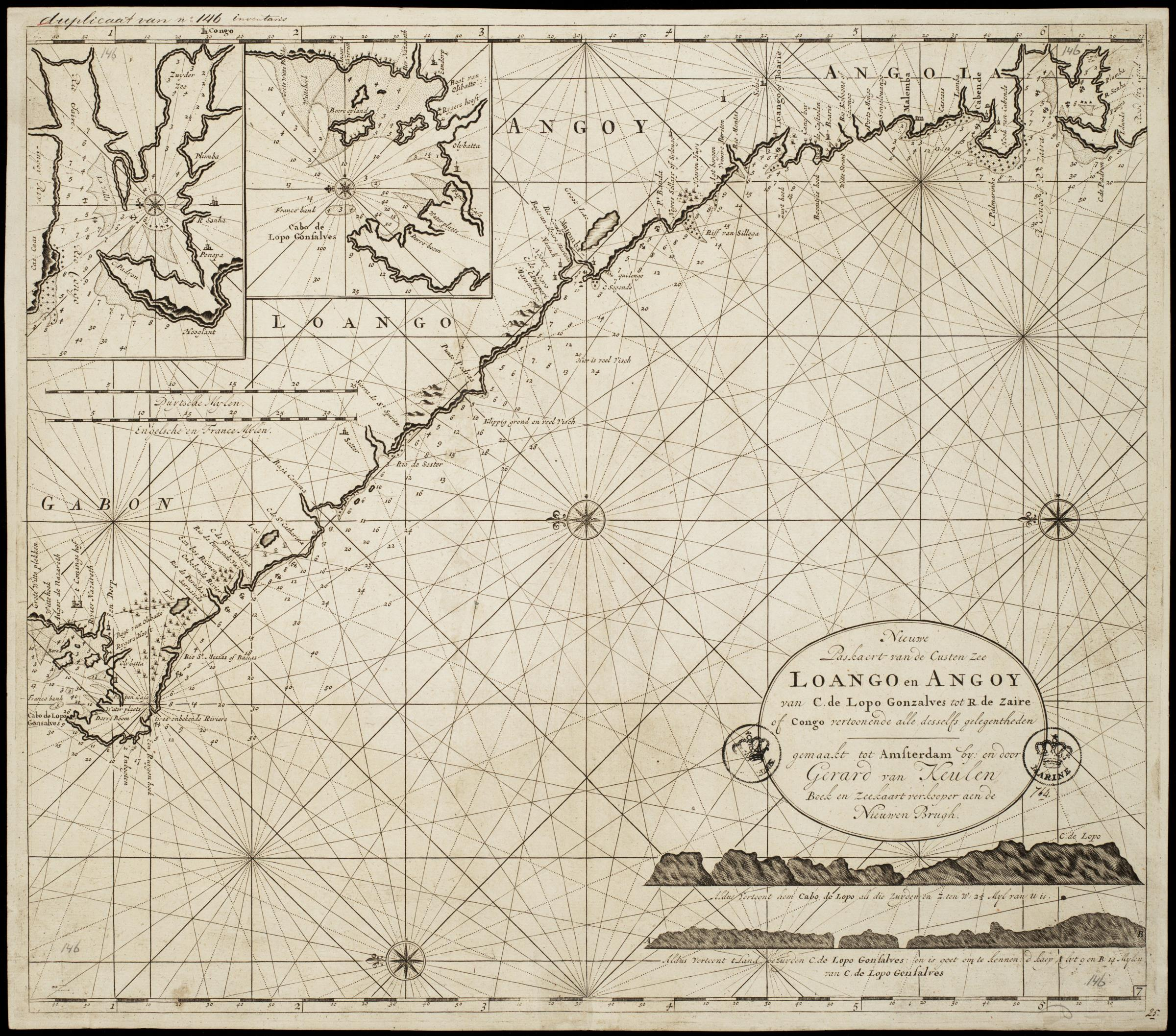
Carte des côtes du Gabon, de Loango et de Loango; Gerard van Keulen (1678 - 1726) (Géomètre / cartographe) -
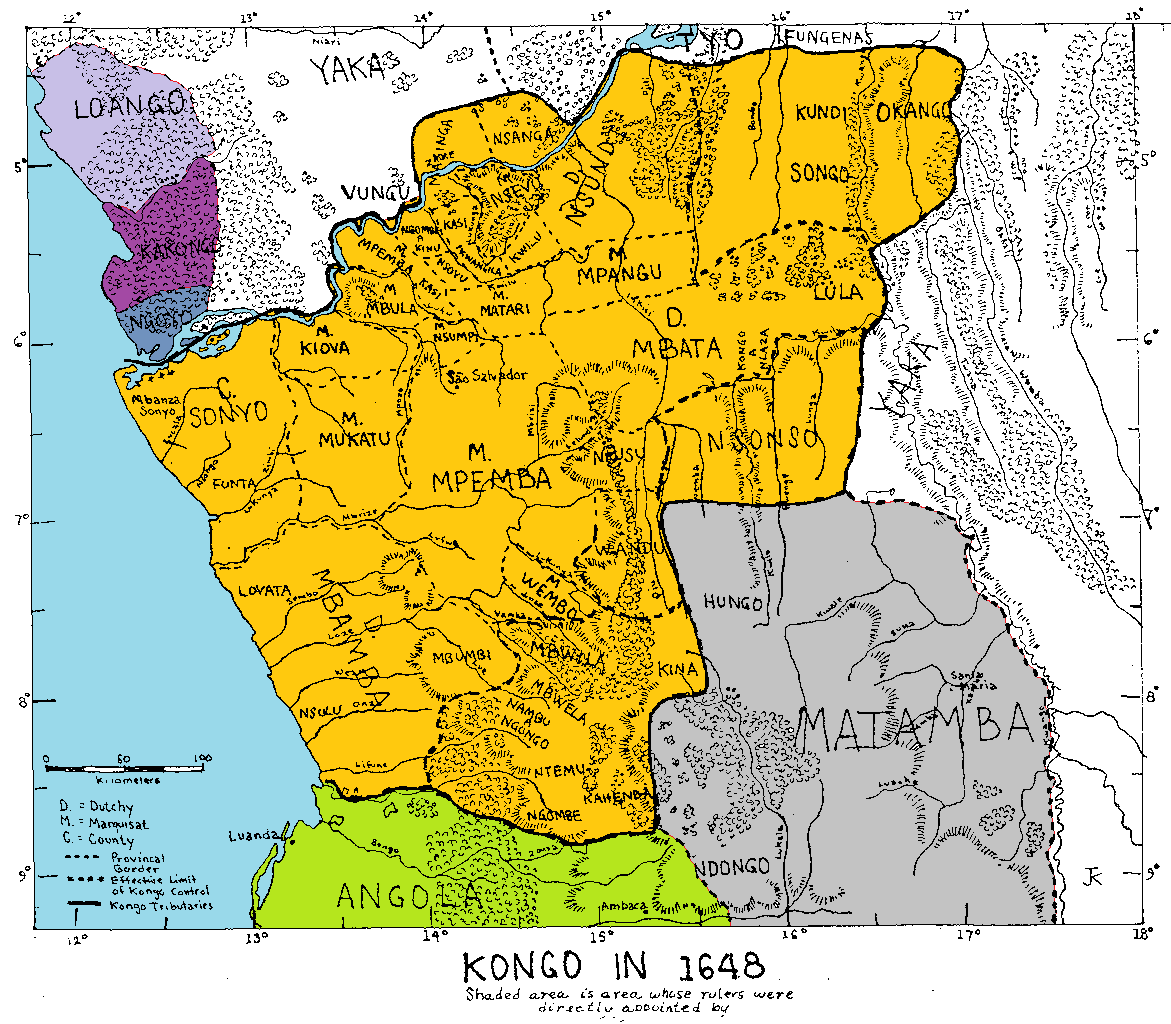
Carte du royaume du Kongo et des royaumes voisins en 1648

Le tableau ci-dessous récapitule les différents points d'embarquement des esclaves sur les côtes africaines, ainsi qu'une estimation du nombre d'esclaves correspondant,.
| Rang | Zone d'embarquement                                       | Nombre de captifs | Pourcentage de captifs |
| ---- | --------------------------------------------------------- | ----------------- | ---------------------- |
| 1    | Côte de Loango & Côte d'Angola                            | 5 694 574         | 45,48                  |
| 2    | Golfe du Bénin                                            | 1 999 060         | 15,97                  |
| 3    | Golfe du Biafra (et ïles avoisinantes du golfe de Guinée) | 1 594 560         | 12,73                  |
| 4    | Côte de l'Or                                              | 1 209 321         | 9,66                   |
| 5    | Sénégambie et îles avoisinantes                           | 755 713           | 6,04                   |
| 6    | Côte orientale et îles de l'océan Indien                  | 542 668           | 4,33                   |
| 7    | Sierra Leone                                              | 388 771           | 3,10                   |
| 8    | Côte sous le vent (actuelle Côte d'Ivoire)                | 336 868           | 2,69                   |
| -    | Total                                                     | 12 521 300        | 100,00                 |

Il est à noter que malgré son importance en tant que site d'échanges interculturels dans le monde moderne et sa contribution majeure au développement du monde atlantique par le biais de la traite transatlantique des esclaves, l'étude de la côte de Loango n'a pas suscité beaucoup d'intérêt de la part des chercheurs universitaires. Phyllis M. Martin en est l'une des pionnières.

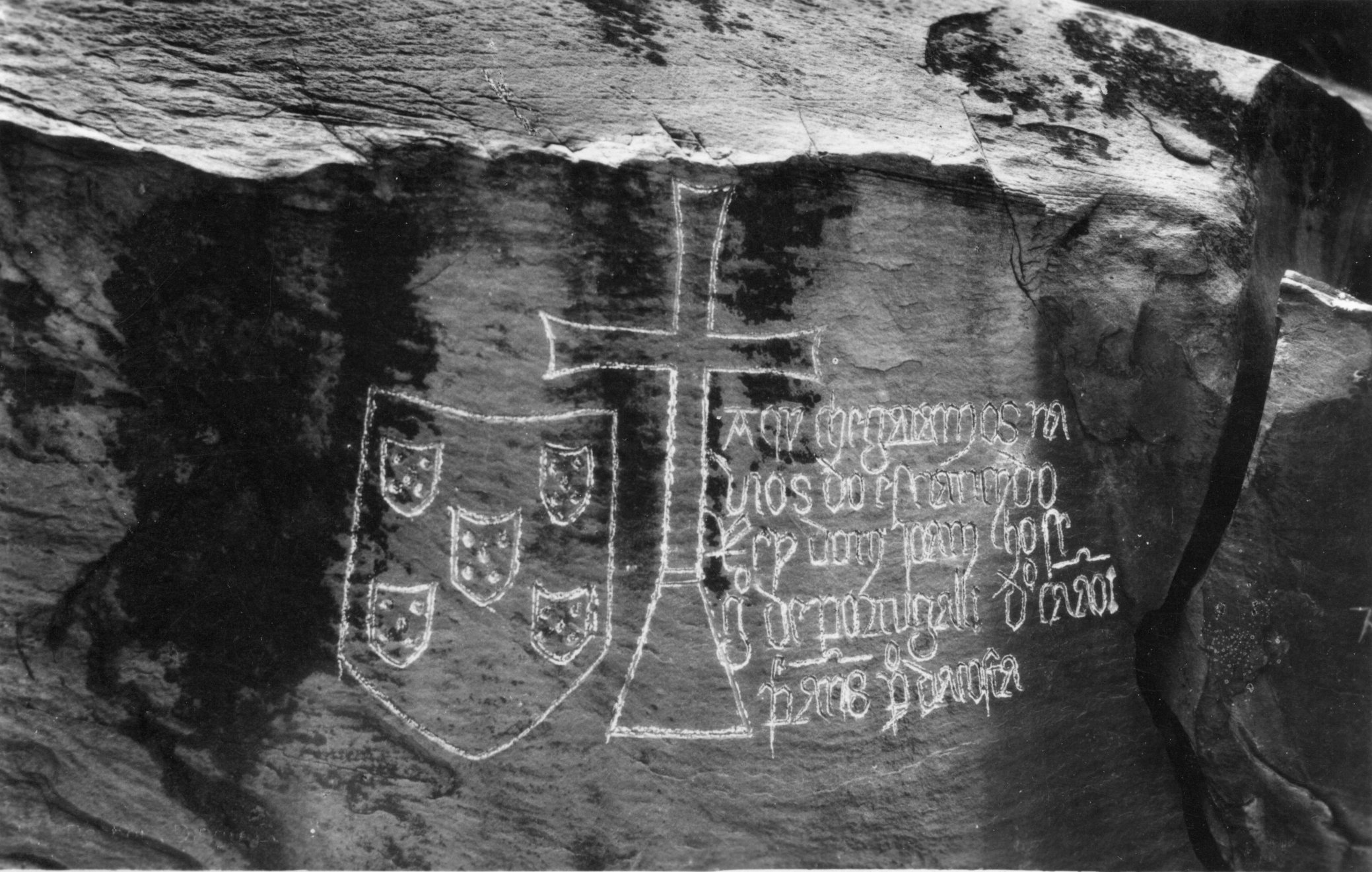
La Pierre de Yellala portant l'inscription de 1485 par Diogo Cão

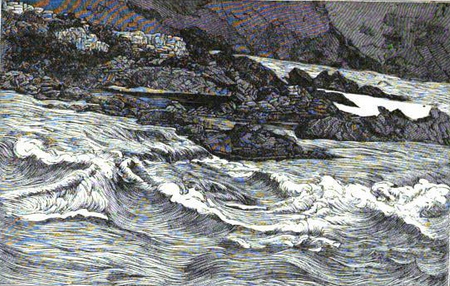
Les chutes de Yellala, illustration issue de The River Congo de Harry Johnston (1884)

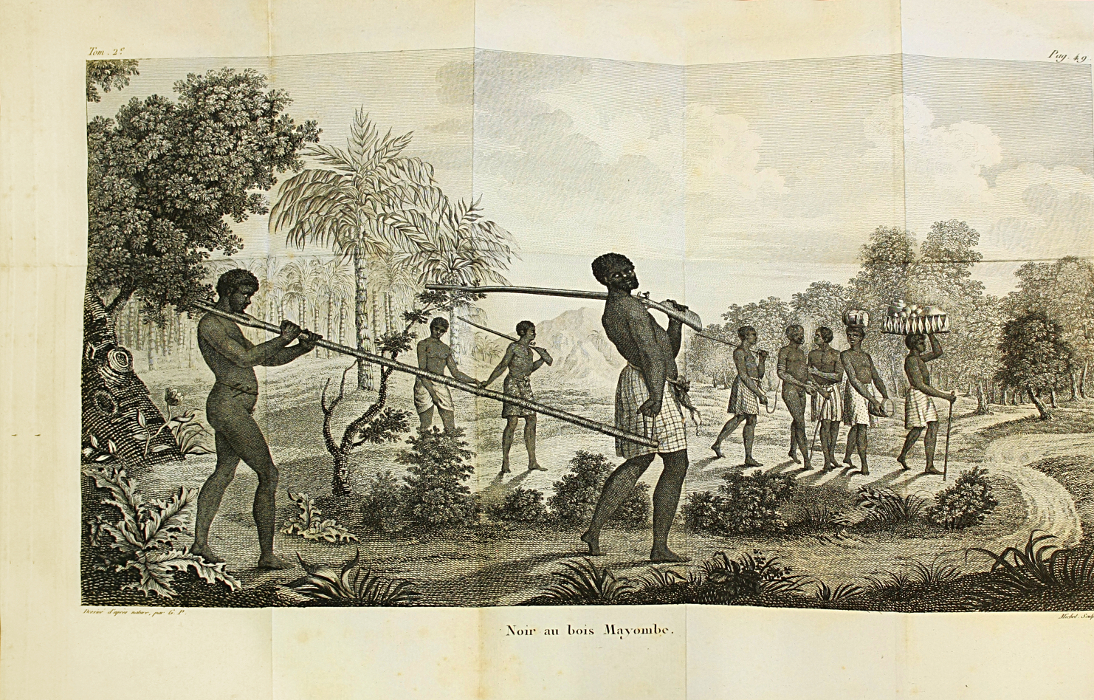
Captif maintenu par un carcan en « bois mayombe ».

Une intéressante littérature existe depuis les années 1980. Elle s'est toutefois focalisée sur la partie sud de l'embouchure du fleuve Congo, à savoir l'Angola, dominée par les Portugais. En se focalisant sur les activités et les archives portugaises, ces études ont occulté le fonctionnement du commerce dans la côte de Loango, sorte de « zone franche » où les marchands locaux, Britanniques, Français et Hollandais, ont joué un rôle clé.
Historiquement, la côte de Loango fait référence aux 600 km de la zone côtière s'étirant du cap Lopez ou cap Cathérine au Gabon au nord, jusqu'au port de Luanda en Angola au sud.
La géographie du bassin du fleuve Congo, défavorable à la navigation, ainsi que les évènements politiques au sein du royaume du Kongo ont grandement déterminé les origines des captifs transportés en Amérique. En effet, une trentaine de cataractes parsèment les quelque 500 km qui séparent l'embouchure du fleuve Congo du Pool Malébo à l'intérieur des terres. En remontant le fleuve en amont du port de Matadi, les trois principales chutes et rapides sont les rapides de Yellala, les chutes d'Inga et les chutes Livingstone près de Kinshasa. Ces obstacles ont freiné la navigation, la circulation des hommes et des marchandises et le flux des esclaves en particulier.
Entre 1485 et 1877, les Européens n'ont eu de cesse d'essayer en vain de faire remonter le fleuve Congo à leurs navires. Le premier occidental, l'explorateur portugais Diogo Cão et ses hommes ont atteint les rapides de Yellala en 1485 avant de rebrousser chemin, sans doute à cause de la malaria. À cet endroit, Diogo Cão laisse un padrão portant l'inscription : « Aqui chegaram os navios do esclarecido rei D.João II de Portugal - Diogo Cão, Pero Anes, Pero da Costa. » (Voici arrivés les navires de l'illustre Jean II (roi du Portugal) - Diogo Cão, Pero Anes, Pero da Costa). Ce témoignage de l'histoire de la navigation ne sera redécouvert qu'en 1911.
Tout ceci explique pourquoi les Portugais ont concentré leurs activités esclavagistes sur les régions côtières des royaumes du Kongo, de Loango, de Kakongo et de Ngoyo, reléguant les voies terrestres au second plan.
Les chercheurs distinguent trois phases dans la traite au sein de cette région :
- Phase 1 : La route du Pool : de 1485 à 1600. Les voies d'approvisionnement en esclaves vont du Pool Malebo, fief du royaume Tyo en passant par la capitale du Kongo, Mbanza-Kongo et débouchent sur l'Atlantique par le port de Mpinda. Ainsi, le Mpumbu, Poumbou ou Pombo[17] contrôlé vraisemblablement par le peuple Téké, est alors considéré comme le plus grand marché d'esclaves et d'ivoire de l'Afrique[18]. En 1529, Dom Joao III, roi du Portugal, envisage d'y acheter des esclaves, pour compenser le dépeuplement du royaume du Kongo causé par la traite[18].

Les cours d'eau Sangha, Oubangui, et Congo, constituent également des voies d'acheminement. Les Bobangis qui contrôlaient le territoire situé entre le confluent Congo-Oubangui et l'actuel site de Bangui, la capitale centrafricaine, sont un maillon essentiel de la chaîne en tant que peuple courtier.
- Phase 2 : De 1600 à 1665. Avec le déclin du Pool Malébo ou du Bandundu, comme zones majeures pourvoyeuses d'esclaves, les guerres intestines vont accélérer le chaos et la chute du royaume Kongo. Le royaume de Loango devient alors le régime politique et économique dominant de cette région de l'Afrique centrale. En 1642, à partir des côtes de Loango, les caravanes accédaient aux marchés de la lointaine capitale du royaume Téké, Mbé, au nord du Pool Malébo, via l'impénétrable massif forestier et montagneux du Mayombe.

Selon l'historien Arsène Francoeur Nganga,, les différents sites de la rive droite du fleuve Congo, sont des étapes incontournables de la « Piste des esclaves », avant de devenir « Piste des caravanes » pendant la colonisation française. Il s'agit du port marchand de Yoro, correspondant à l'ancien village d'Impila, du marché de Poumbou (village Mfoa) sur l'actuel emplacement de l'hôtel de ville de Brazzaville, de la rue Mbala Prosper, à proximité de la résidence du président de la république à Bacongo, le second arrondissement de Brazzaville, la borne commémorative devant le poste de sécurité publique (PSP) de Bacongo, et du marché de Ta Nkéoua (Nkéoua Joseph). 
Arséne Nganga déplore l'indifférence et l'absence de gestion patrimoniale des différents sites.
- Phase 3 : De 1665 à 1877. L'une des voies d'approvisionnement va de l'intérieur des terres de Nse Mpto, sur la rivière Nkeni, Mbé, en passant par la vallée du Niari, jusqu'aux ports de Loango, Malemba, Cabinda et Boma sur la rive droite du fleuve Congo. L'autre voie part du Pool Malébo via Mbanza-Kongo (San Salvador) et débouche sur les ports d'Ambrizette, Ambriz et Mossula.

Les différents ports sont :

#### Côte de Loango
- Cabinda

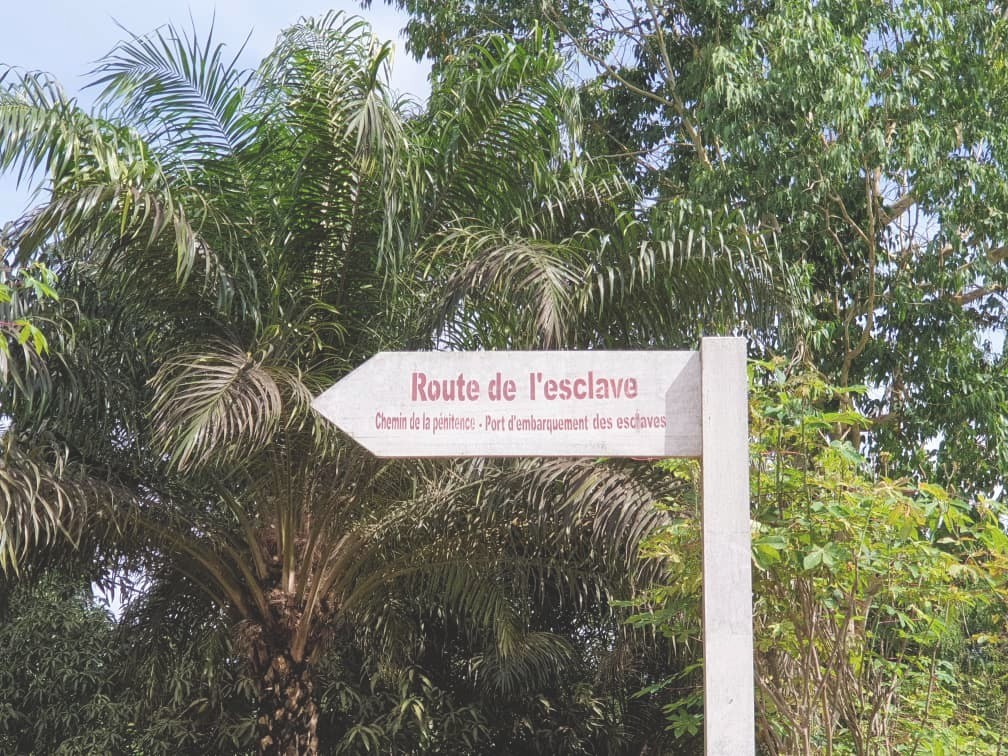
La route de l'esclave, baie de Loango, en république du Congo

- L'embouchure du fleuve Congo ou rio Zaïre, ligne de séparation entre Loango et les régions angolaises
- Kiloango
- La baie de Loango
- Libreville

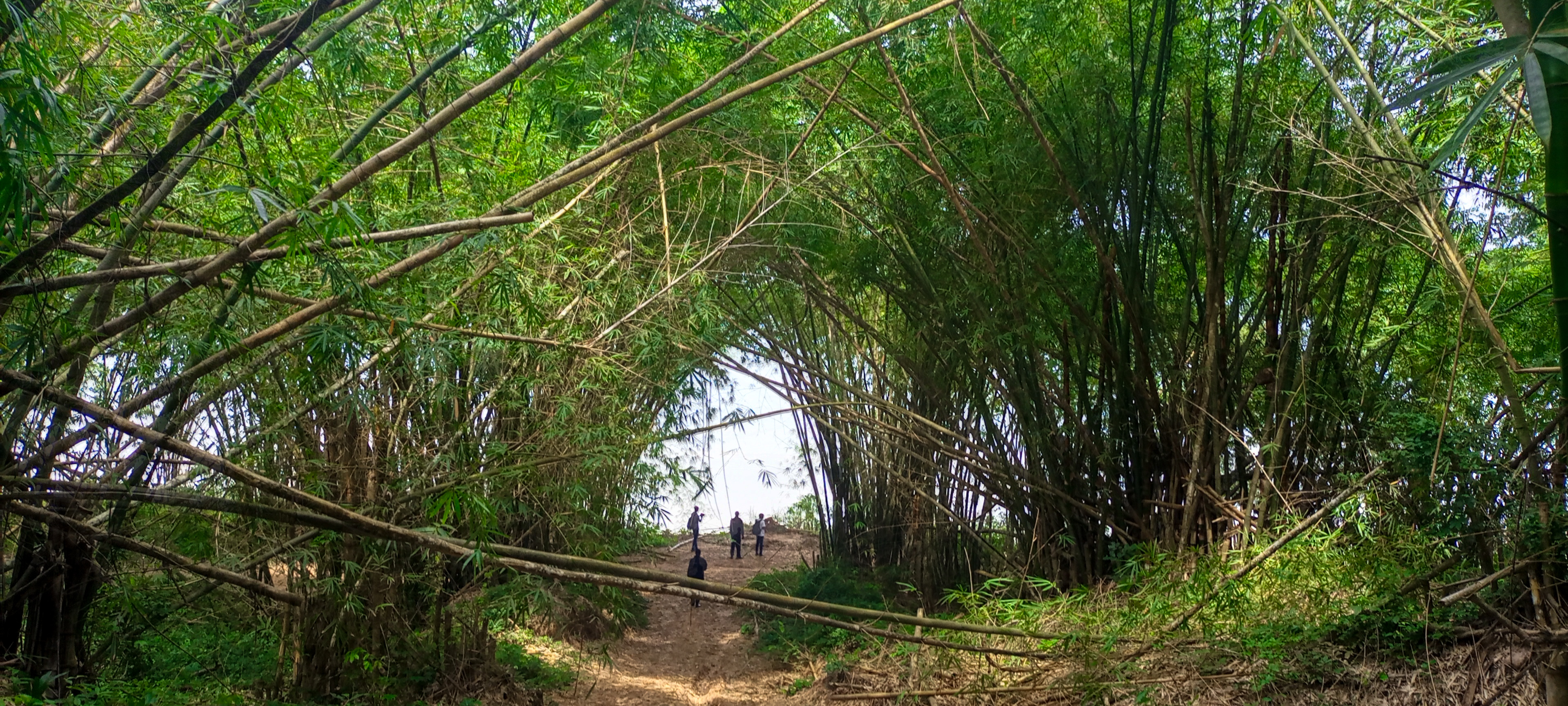
Chemin d'embarquement des esclaves au port, à l'époque de la traite négrière au royaume Loango

Le 1er juillet 1849, à la faveur de l’arraisonnement du navire négrier brésilien Elizia ou Ilizia par la frégate Pénélope de la marine française, dirigée par le capitaine de vaisseau Édouard Bouët-Willaumez, une trentaine ou plusieurs centaines d'esclaves Vili, Lumbu, Yaka ou Bongo, selon les sources,,après un séjour de trois ans au Sénégal, furent installés définitivement près du Fort d'Aumale, dans l'estuaire du Komo, au milieu des villages Mpongwé. Cet incident marqua la naissance de Libreville, la capitale politique du Gabon, à l'image de Freetown en Sierra Leone.
- Malemba, le principal port du Kakongo. Anciennement connu également sous le nom de Lândana, il correspond à l'actuelle municipalité de Cacongo.

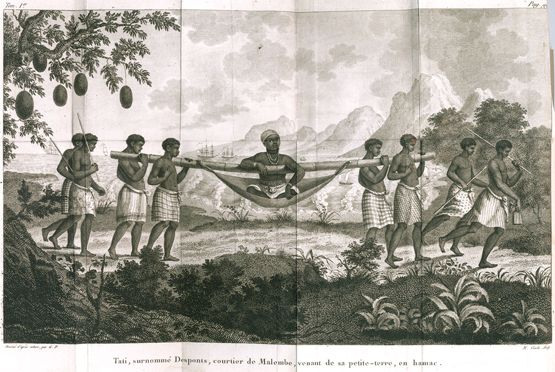
Le courtier Tati, surnommé « Desponts », transporté en « tipoye » (chaise à porteurs) par ses employés.

À Malemba, le petit Tati, bien que fils du Mafouk Vaba, troisième personnage de l'État, fut vendu par un des princes du pays, car sa mère était une femme du peuple. En revanche, son demi-frère du même père, mais dont la mère était princesse-née, est devenu roi par le privilège de sa naissance. Princes-nés et princesses-nées, de par leur rang élevé, leur titre de Fumu ou Mwëné et jouissant d'un pouvoir étendu, avaient le droit de vendre quiconque n'était pas prince.
Fort heureusement, Tati fut reconnu et racheté au Cap-Français (Saint-Domingue) par le capitaine Desponts, commandant français d'un navire commercial qu'il avait rencontré auparavant dans la maison de son père, puis ramené au Kakongo. Il devint riche et puissant, notamment dans le commerce des esclaves. Il prit le nom de Tati-Desponts en reconnaissance de son bienfaiteur.
Devant la baie de Malembe, Tati est représenté avec un haut collier en morfil (ivoire d’éléphant à l’état brut) , des perles de traite, une longue chaîne autour des reins avec un crâne de petit animal et des bracelets de métal. Son bonnet, attribut donné par le souverain local, le désigne comme dignitaire.
- Mayumba
- Mpinda ou Prazza-Mpinda (actuellement Soyo), sur la rive sud du fleuve Congo

#### Côte angolaise (Côte d'Angole)
- Ambona
- Ambriz, sur le fleuve Loge, juste au sud de Mpinda
- Benguela
- Benguela-Velha
- Fleuve Kwanza
- Novo Redondo (actuellement Sumbe)
- Quicombo (Fort de Kikombo)
- Salinas
- Luanda, l'un des plus importants ports avec plus de 1,3 million d'esclaves embarqués du XVIe siècle au XIXe siècle[30].

En raison du nombre de captifs ayant transité par son site vers les Amériques, l’Ancien port d’embarquement des esclaves de Loango est l’un des plus importants du golfe de Guinée. En effet, plus de 2 millions d’esclaves venus des zones qui constituent aujourd’hui le Tchad, l’Angola, le sud du Gabon, la république démocratique du Congo et l’actuel territoire de la république du Congo, y auraient transité.

### Ports de débarquement des esclaves

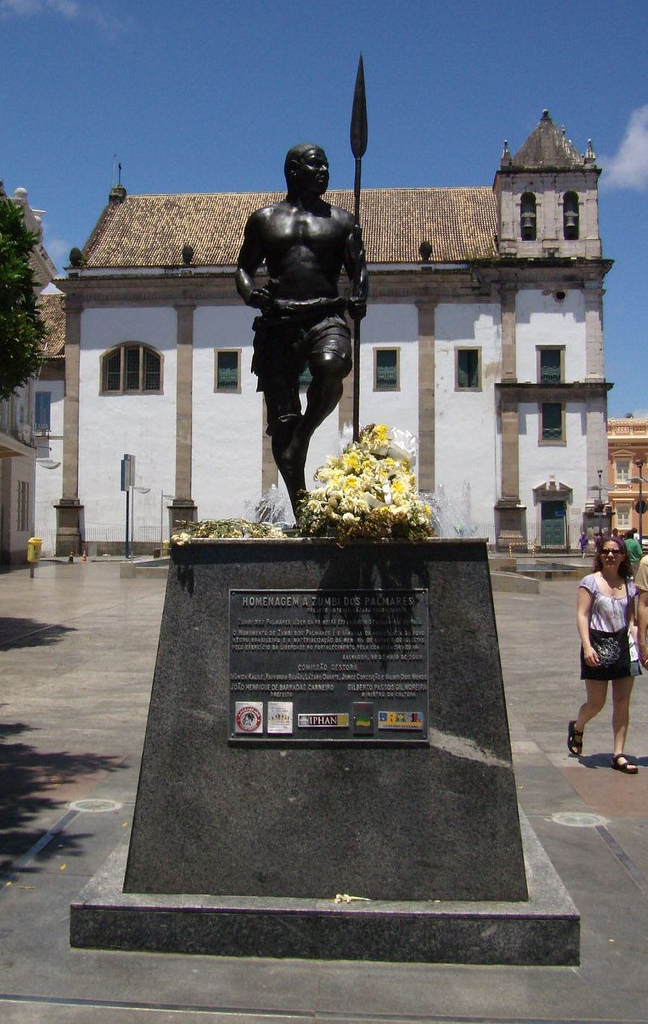
Monument en hommage à Zumbi dos Palmares à Salvador, Bahia.

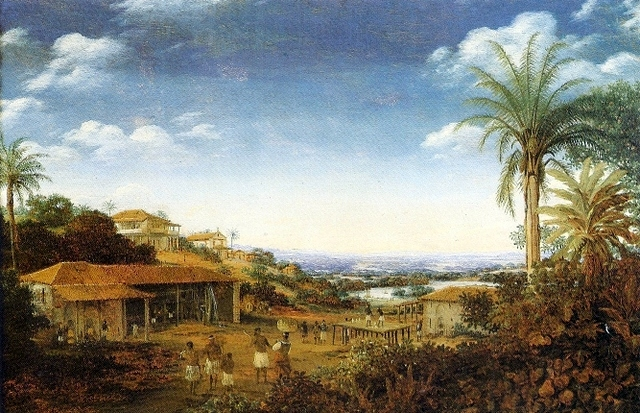
Engenho dans la capitainerie de Pernambuco, la plus grande et la plus riche zone productrice de sucre dans le monde pendant le Brésil colonial.

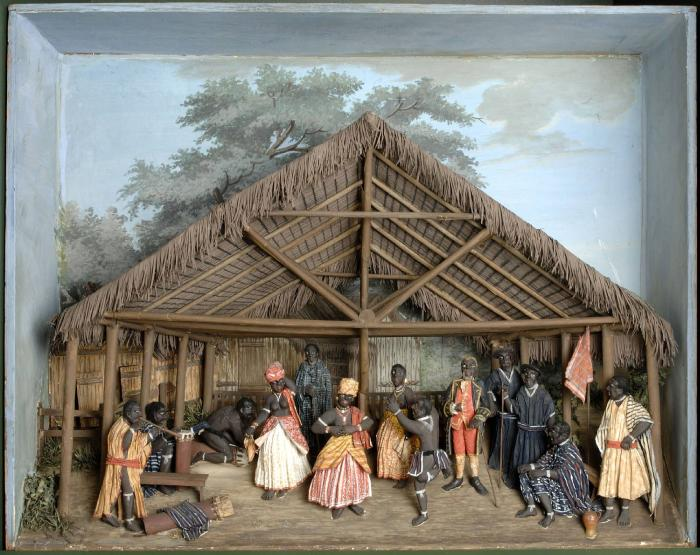
(1779-1839), métis et premier artiste surinamais connu, 1819 Diorama d'une fête d'esclaves au Suriname.

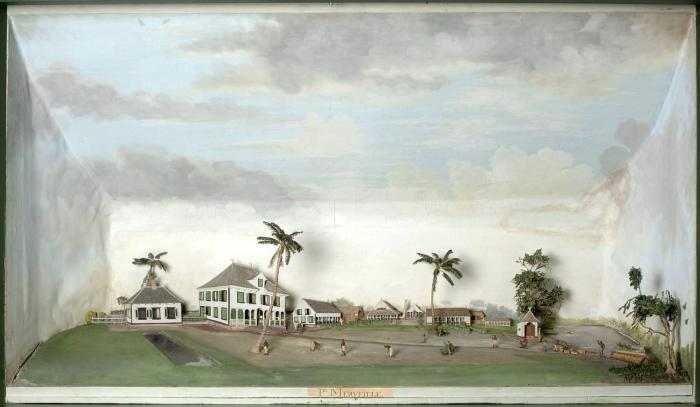
Gerrit Schouten (1779-1839), métis et premier artiste surinamais connu, 1829 Diorama de la plantation sucrière « Merveille » au Suriname.

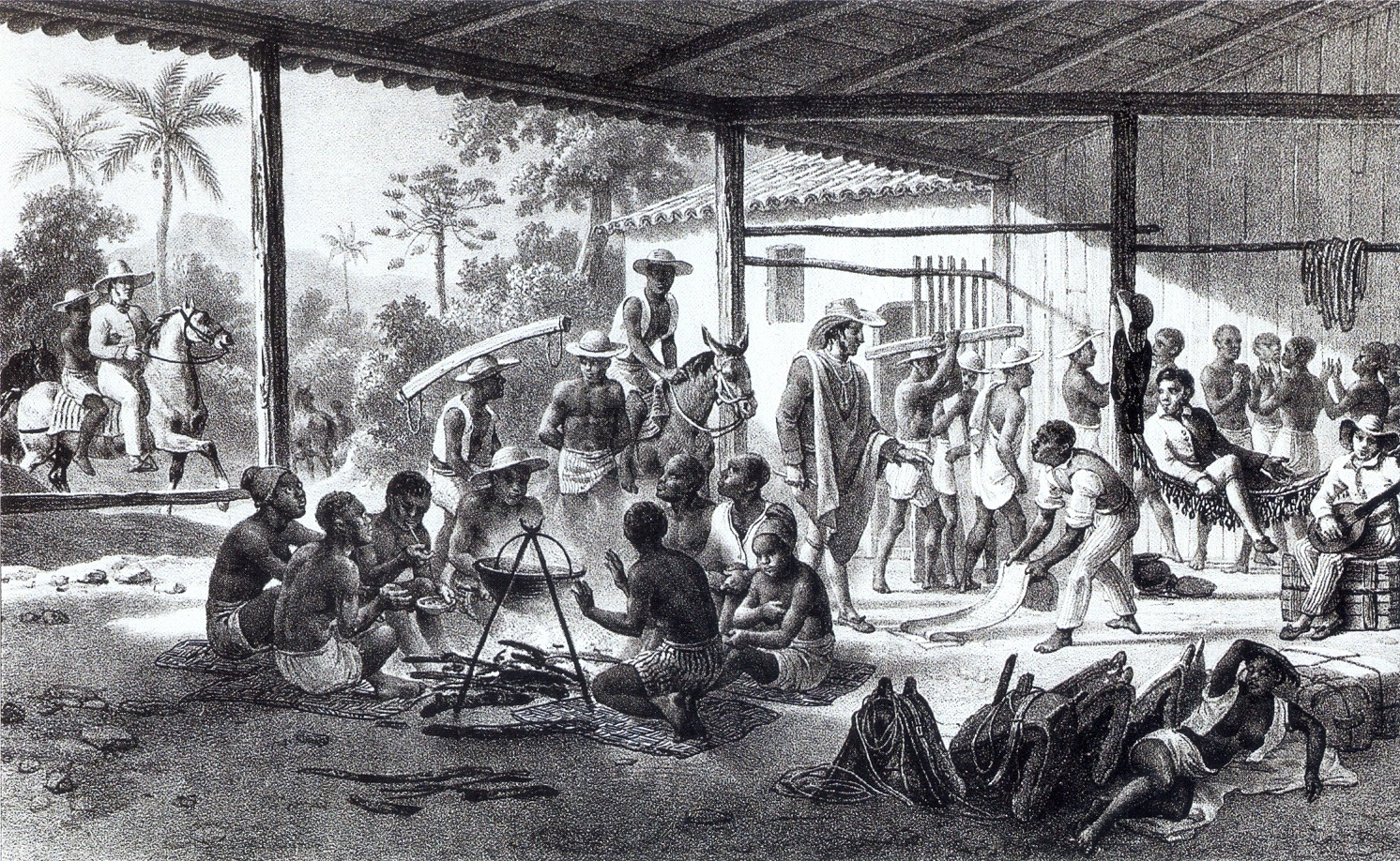
Esclaves acquis récemment en route vers les domaines de leur propriétaires - Rugendas.

Près de 60 % du total des esclaves acheminés ont été débarqués dans les possessions portugaises et espagnoles de l'Amérique latine, 30 % dans les Caraïbes par les empires coloniaux Britanniques, Français et Néerlandais et 6 % aux États-Unis. 
La saisonnalité des plantations sucrières en Amérique du Sud et dans les Caraïbes et du besoin de main d'œuvre non qualifiée influait sur le trafic des navires négriers.

#### Amérique Latine

##### Brésil
Le projet The Trans-Atlantic Slave Trade Database de l’université Emory a estimé que du fait de la traite 5 099 816 Africains ont été débarqués au Brésil. Par des analyses minutieuses menées en Afrique et en Amérique, les chercheurs ont réussi à remonter aux origines des Africains amenés au Brésil. Aux alentours de 68 % de ces esclaves provenaient du Centre-Ouest de l’Afrique, c’est-à-dire de la région où se situent aujourd’hui les États d’Angola, de la république du Congo et de la république démocratique du Congo.
Les Portugais accostaient au Brésil dans les ports suivants par ordre d'importance : 
- Salvador (Bahia) à la plage de l'arrivée des Noirs (Praia do Chega Nego)
- Rio de Janeiro (quai de Valongo)
- Recife : Dans l'État de Pernambouc[32] dans la municipalité actuelle d'Ipojuca (sud de Recife) la plage de Portos de Galinhas
- Belém dans l'état de Grão-Parà, entre l'actuel État de l'Amapa et la Guyane française.

Le Ganga Zumba (royaume du Kongo, environ 1630- capitainerie de Pernambouc 1678), le souverain du quilombo (communauté organisée d'esclaves libres) de Palmares dans le Pernambouc est un titre qui se rapproche de « Ngangue Mvumba » celui des Mâ Loango (souverains du royaume de Loango) et qui signifie en langue vili « le devin qui couve ».
Certains documents portugais indiquant ce nom, le traduisent par « Grand Seigneur ». Toutefois, une lettre conservée dans les archives de l'université de Coimbra, qui lui fut adressée par Pedro de Ameida, le gouverneur de Pernambuco en 1678, l'appelle « Ganazumba », qui serait la meilleure traduction de « Grand Seigneur » en langue Kimbundu.
Il est le fils de la princesse Aqualtune, censée être une sœur du roi Antoine Ier du Kongo, Nvita a Nkanga (en kikongo), de la dynastie de Nlaza du royaume du Kongo. Aqualtune est arrivée au Brésil comme prisonnière de guerre, pour être vendue comme esclave reproductrice. Cette sentence est intervenue pour avoir dirigé dix mille hommes dans la bataille d'Ambuila, entre le royaume du Kongo et le Portugal. Ayant entendu parler de l'existence du quilombo de Palmares, elle réussit à s'échapper en guidant un groupe d'esclaves,.
Aux alentours de 1678, le gouverneur de la capitainerie de Pernambouc, lassé du long conflit larvé avec le quilombo, se rapproche de son chef Ganga Zumba, en lui proposant un armistice. La liberté est offerte à tous les fugitifs du quilombo, à condition, qu'ils se soumettent à l'autorité de la Couronne portugaise ; la proposition est acceptée par le chef, mais pas par son neveu Zumbi (1655-1695) qui défie le leadership de Gangue Zumba. En promettant de continuer la résistance contre l'oppression portugaise, Zumbi devient le nouveau chef du quilombo de Palmares.
Le nom Zumbi ou Zambi, viendrait du terme Nzumbi en langues Kikongo ou Kimbundu et signifiant le fantôme, le spectre, l'âme d'une personne disparue. Il est à l'origine du mot Zombie, popularisé par la culture vaudoue haïtienne.
Quinze ans après sa prise de pouvoir, le colon de São Paulo Domingos Jorge Velho lance une offensive contre le quilombo. Le 6 février 1694, la capitale Palmares est totalement détruite et Zumbi blessé. Il est ensuite trahi par António Soares, un de ses anciens compagnons, et surpris par le capitaine Furtado de Mendonça (pt) dans sa redoute (peut-être la Chaîne de montagnes entourant la commune de Dois Irmãos). Il survit bien que poignardé. Mais il est tué avec vingt de ses compagnons, presque deux ans après cette bataille, le 20 novembre 1695. 
Décapité, sa tête conservée dans du sel est envoyée au gouverneur Bernardo Vieira de Melo (pt). À Recife, sa tête est exposée sur la place publique Pátio do Carmo, pour contredire la conviction de la population sur la prétendue immortalité de leur chef Zumbi.

##### Colombie
Carthagène des Indes, est le plus grand port d'esclaves d'Amérique espagnole avec plus de 1,1 million de captifs du XVIe siècle jusqu'à son abolition, le 1er janvier 1852. Avant la fin des années 1590, d'autres ports espagnols tels que Veracruz, Mexico, Portobelo et Panama étaient les ports de débarquement des « bosales » (ces « sauvages » en provenance d'Afrique noire comme les appelaient les négriers). 
C'est la promulgation par la Couronne espagnole de l'Asiento, monopole virtuel pour approvisionner les colonies espagnoles en captifs africains qui va propulser Carthagène en tête des cités portuaires dans cet odieux commerce. Les captifs ont ensuite été acheminés vers les haciendas des zones productrices de canne à sucre (Cañaveral), les mines de métaux précieux (placer ou Mina), les zones d'élevage de bétail (Estancia), les régions de récoltes de perles en apnée, ou pour être employé comme domestiques dans les zones urbaines.
Les agents et les acheteurs venaient de régions aussi lointaines que Callao, au sud du Pérou, et Matina au nord du Costa Rica, pour participer aux enchères dans les baraquements de Carthagène ou dans les îles isolées de la baie de Carthagène comme la péninsule de Baru. Celle-ci servait de lieu de quarantaine. 
La casta de nación, un testament vivant de l'héritage africain de la Colombie, fournit les noms et les régions d'origine des Afro-colombiens. Pour l'actuel Congo et la république démocratique du Congo, on note les noms Musorongo, Loango, Congo, Cambindo. Tandis que pour l'Angola on trouve Matamba, Anchico, Ambuila, Banguera, Angola. Ces noms rares dans Carthagène, se retrouvent dans les départements colombiens du sud-ouest et côtiers de l'océan Pacifique, à savoir la Valle del Cauca, le Cauca et le Nariño. 
Dans la seconde moitié du XVIIe siècle, les Néerlandais vont devenir d'importants pourvoyeurs d'esclaves en provenance de Loango, auprès de la couronne d'Espagne, notamment à Carthagène, même après la perte du monopole des Portugais sur la traite. Cette période coïncide avec la fondation de Palenque, territoire de résistance des afro-colombiens. La ressemblance des environnements physiques entre les milieux d'origine des esclaves (forêts primaires du Mayombe et régions alentour), arrachés à la côte de Loango et les rigueurs de l'arrière-pays de Carthagène, vont faciliter leur adaptation au marronage. Cette similitude a permis aux afro-descendants une adaptation progressive au Nouveau Monde, par l'utilisation de plantes comestibles et médicinales, et la chasse aux animaux sauvages pour se nourrir,.

##### Guyane
Les Hollandais par la Compagnie néerlandaise des Indes occidentales, puis par la Middelburgse Commercie Compagnie (MCC) ont débarqué leur cargaison d'esclaves dans les ports suivants :
- Saint Martin
- Saint-Eustache
- Suriname
- Paramaribo
- Curaçao
- Demerara
- Essequibo

##### Venezuela

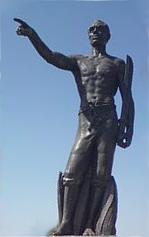
Statue de José Leonardo Chirino à Coro.

Entre 1576 et 1810, environ 100 000 Africains, dont des Loango et des Kongo, ont été amenés au Venezuela dans le cadre de la traite des esclaves.
Les Antilles vénézuéliennes ont été la première étape d'arrivée des captifs avant leur dissémination sur le continent, notamment sur les côtes actuelles de l'État de Falcón et de l'État de Miranda ou de Maracaibo (district). 
À Barlovento, les esclaves ont été forcés de travailler dans des haciendas de cacao qui comptaient environ 4 000 personnes. En 1924, les régions de Barlovento et de Paria ont produit 80 % des 20 000 tonnes de cacao exportées par le Venezuela. Les esclaves évadés, non seulement Noirs, mais aussi Indiens ou Blancs de condition modeste, y formaient de petites communautés cachées appelées « cumbes ».
1795 fut peut-être l’année la plus révolutionnaire de l’histoire des Caraïbes, avec des rébellions à la Grenade, à Sainte-Lucie, à Saint-Vincent, à Curaçao, à la Dominique, au Guyana, à Trinidad, à la Jamaïque et la révolution haïtienne.
La rébellion libertaire de Coro est née de cette conjoncture révolutionnaire, en particulier sous la direction de José Leonardo Chirino (es)(25 avril 1754 - 10 décembre 1796). Ce zambo libre, très lié aux Hollandais, trafiquait sur le littoral du Venezuela, et vivait de la contrebande. Il s’était auparavant rendu à Saint-Domingue et y avait été informé des véléités de rébellion ainsi que de la Révolution française plus lointaine. L'autre leader de cette révolte est José Caridad Gonzalez, un Loango établi très jeune à Coro après sa fuite de Curaçao. Il avait étudié la philosophie, la stratégie et les tactiques de la Révolution française.
La rébellion de Coro avait quatre objectifs principaux :
- l’application du nouveau système juridique de la Révolution française, c’est-à-dire l’abolition de la monarchie et du colonialisme et la constitution d’une république démocratique indépendante.

- la libération de tous les Africains réduits en esclavage et l’abolition de l’esclavage.

- l’abolition des paiements de tributs qui avaient été imposés à la population indigène de la colonie sous domination espagnole.

- l’abolition de la suprématie blanche, ou des privilèges et préjugés sur la base de la couleur de la peau

Après la répression de la rébellion, Chirino a été trahi par un de ces compagnons, capturé et condamné à mort. Ses enfants ont été vendus comme esclaves. Il a été exécuté le 10 décembre 1796.
Notons que Simón Bolívar considérait Hipólita et Matea, ses nourrices esclaves noires comme les « seules mères qu'il ait connues », car il a perdu ses deux parents dans sa très jeune enfance.

#### Amérique Centrale

##### Panama
En 1502, Christophe Colomb, lors de son quatrième voyage, débarque dans la baie de Portobelo (beau port en espagnol), sur la côte Caraïbe du Panama. L’or du Pérou et l’argent de Bolivie y convergeaient, d'abord vers Panama City via l’océan Pacifique, avant d’être transportés à travers l’isthme jusqu’à Portobelo, d’où les bateaux partaient en direction de l’Espagne. Ce qui faisait de Portobelo, un des centres névralgiques du commerce « des Indes », grâce à sa position géographique. Toutefois, ce commerce n’a pu se développer sans l'apport d’esclaves, amérindiens ou africains. 
C'est ainsi que des corsaires et des pirates comme le célèbre Henry Morgan s'y rendaient régulièrement.
Ce faisant, les premiers Africains ont débarqué au Panama en 1514 pour travailler dans l’agriculture. À partir de 1523, le trafic d'esclaves prend une tout autre dimension avec des hommes en provenance d’Angola, du Cameroun, de Guinée et du Congo.
En dépit de la dureté de leurs conditions d'existence, de leur conversion au catholicisme, et de leurs origines diverses, les communautés afro-caribéennes du Panama (Afro-Panamanian (en)), dans une région qui s’étend grosso modo entre Colon, le Lac Gatun et Portobelo, sont parvenus à maintenir leurs traditions et à développer une culture typique, fruits des divers mélanges et du contact avec les populations locales. C'est le cas de la culture Congo du Panama, qui a été reconnue, « Patrimoine immatériel de l'humanité » le 29 novembre 2018,.
Cette culture se définit surtout par la danse, une expression violente et érotique agrémentée de mimiques et de représentations théâtrales rappelant la traite et le commerce des esclaves mais aussi les révoltes. Dès les premiers palenques, ces afro-caribéens se réunissaient pour danser et se moquer des colons européens, ainsi que pour se rappeler leurs traditions venues d’Afrique.
De la même manière, ces danses remettaient en cause l’ordre divin promu par les évangélistes qui promettaient le diable aux mauvais croyants. Et comme dans beaucoup de cultures, le diable dans la danse Congo représente les colons.
Le Congo outre une danse, est une forme d'expression par laquelle les « Cimarrons » transmettent leurs sentiments de colère, de douleur et de joie. C'était aussi un moyen de renforcer leur spiritualité. 
C'est également une langue qui mélangeait les dialectes africains avec l’espagnol, le français, l’anglais ou le hollandais. 
À la suite de nombreux soulèvements des habitants (marrons), des villages autonomes (appelés palenques) et dirigés par des représentants noirs ont vu le jour.

#### Caraïbes

##### Martinique
Au lendemain de 1831, année de promulgation de la loi interdisant la traite négrière, la main d'œuvre manquait au sein des habitations, afin de mener à bien la modernisation et l'augmentation de la production sucrière. C'est ainsi que le 14 mars 1857, le gouvernement français signe un traité avec la maison Régis de Marseille pour le recrutement d’individus libres africains pour les acheminer vers la Guadeloupe et la Martinique. C’est ainsi que commence il y a plus de 150 ans,l'immigration de travailleurs Kongo dans les Antilles françaises.
En plus de ses factoreries établies entre le delta du fleuve Niger et la Côte d'Or, la maison Régis s'installe à Boma à l'embouchure du fleuve Congo pour s'approvisionner en travailleurs. Cette immigration africaine Kongo est moins connue que celle des travailleurs asiatiques (indiens, chinois) en raison d'une part de sa courte durée (1852-1862), mais également de son faible effectif (10 500 en Martinique). Cela rappelait beaucoup les conditions de la traite négrière. 
Le décret du 13 février 1852 fixe les conditions de l’immigration (système de travailleurs engagés) : engagements de travail, obligations des travailleurs et des employeurs ; dispositions de police et de sûreté portant sur la répression du «vagabondage», (déplacements de travailleurs qui ont rompu leur engagement). 
Les caractéristiques de cette immigration Kongo sont : la durée contractuelle d'engagement de dix ans, son extrême jeunesse (93% sont âgès de 10 à 24 ans) ; Cette jeunesse est compréhensible dans l'objectif d’avoir une main d'œuvre dans la pleine force de l'âge.
Une fois arrivés en Martinique, les travailleurs effectuent un court séjour dans un dépôt, avant d’être répartis par groupes sur les habitations, selon les demandes des propriétaires. Ces derniers fournissent le logement, les vêtements, la ration alimentaire (morue ou viande salée, riz, farine de manioc). L’immigré bénéficie aussi d’un petit jardin pour cultiver les légumes. La journée de travail est de douze heures, entrecoupée d’une ou de deux pauses. 
En dépit de la jeunesse de cette population immigrée, la mortalité était pourtant forte. Deux ans après l’arrêt de cette opération, ne restait plus que 7.000 Kongos sur les 10.000 introduits. Une hécatombe accentuée par une épidémie de fièvre jaune frappant l’ensemble de la population martiniquaise.
L'intégration de ces immigrés au reste de la population ne s'est pas faite sans accroc. En effet, la population créole considérait les immigrants de fraîche date comme des êtres de seconde zone, des êtres de condition servile, hommes de main du béké. Mais les Kongo ont participé aux nombreuses luttes sociales, en particulier dans le sud. Ils n’étaient pas totalement dépaysés, retrouvant d’anciens esclaves nés en Afrique et déportés en Martinique au temps de la traite. 
Les Kongo ont conservé leur patronyme. On les trouve plus concentrés dans la partie sud de l'île. Le Diamant en est la commune la plus représentative. Les familles occupent le morne l’Afrique, un quartier reculé, boisé, escarpé, donné aux affranchis par le comte de Dizac ; les nouveaux arrivants s’y installent. Il s’agit aujourd’hui de terres arides et rocailleuses, mais le Diamant était un important centre cannier comptant huit sucreries au milieu du XIXe siècle. 
S'étant fondus progressivement dans la population martiniquaise, les Kongo ont laissé quelques acquis culturels. 
Les descendants de ces familles sont encore présents et portent les patronymes suivants : Makessa, Matha, Zoumba, Simba, Ouemba, M’Bassé, Condy et Condé, Foutou, Maloungila, Batta, Dambo, N’Guela, Moanda, Yokessa, Wemba, Couta, N’Goala....
Ils ont laissé des noms d’animaux [djembo ou nguembo (roussette), matoutou (aviculaire antillaise), mabouya (gecko), gongolo (mille-pattes), jenga], ou des noms de plantes gombo, kankanbou, malanga -taro-, makanja].
Éparpillés un peu partout en Martinique, les descendants Kongos ont conservé une solide réputation de gros travailleurs, manœuvres à tout faire, meneurs infatigables lors des grandes luttes sociales. 

##### Guadeloupe
En revanche en Guadeloupe, l'immigration africaine postabolitionniste est symbolisée par l'histoire des familles Kongo de Gourbeyre et de Capesterre-Belle-Eau en Basse-Terre. 
Dans la reconstitution généalogique de sa famille, David Quénéhervé énumère ses ancêtres immigrants africains, Kongos répondant aux noms suivants: Dimba cultivateur mort à 12 ans (1846, Mayumba - 1858, Goubeyre); Yembé cultivateur mort à 14 ans (1844, Boncoulemba, Loango - 1858, Goubeyre) ; Boumba cultivateur mort à 15 ans (1843, Boma - 1858, Goubeyre) ; Koula dit Malouvouidi cultivateur mort à 13 ans (1847, Afrique - 1860, Goubeyre) ; Zoufouma cultivatrice morte à 13 ans (1849, Afrique - 1862, Goubeyre) ; Zoumba cultivatrice morte à 16 ans (1846, Afrique - 1862, Goubeyre). On constate l'extrême jeunesse des défunts et donc la fa faible espérance de vie de la population.
On note également qu'en 1873, les immigrés fraichement arrivés (africains, indiens) se marient entre eux. 
A Capesterre-Belle-Eau, ancien grand centre cannier devenu première commune exportatrice de bananes, par le biais de grandes unités d'exploitation détenues par les Grands Blancs, on constate une forte présence indienne et Kongo. C'est dans cette région, plus précisément dans une habitation de Cambrefort-Moravie que les premiers Massembo de Guadeloupe s'établissent. après avoir embarqué de la baie de Loango sur le site de Tchivelika. Ils sont auparavant gardés près de l'usine sucrière Darboussier (actuel site du Mémorial ACTe ou « Centre caribéen d'expressions et de mémoire de la Traite et de l'Esclavage ») de Pointe-à-Pitre sur la côte. 
Contrairement aux Africains amenés de force aux Antilles durant la traite négrière, les travailleurs engagés Africains ont des conditions de préservation de leur identité plus favorables. Le préjugé de couleur lié au statut social de l’individu (engagé) persiste y compris au sein de la population créole noire par le biais du mépris, de moqueries, ou d'isolement.
Il semblerait que la plupart des familles aient abandonné l'usage de la langue et de la culture Kongo au bout de la première ou de la seconde génération. En revanche, quelques familles telles que les Malanda, Mabiala, Massengo Makaya, Massembo ont conservé leur nom Kongo.
C'est ainsi qu'outre leur patronyme, les Massembo sont restés fidèles à certains rituels (Grap-a-Kongo) et quelques mots de vocabulaire Kongo,,.

##### Jamaïque
Les Anglais débarquaient plutôt en Jamaïque.

##### Haïti
François Mackandal, est un « Bossale » (esclave originaire d'Afrique - royaume du Kongo), considéré comme un symbole de la lutte noire anti-esclavagiste, et comme l'un des précurseurs de la révolution haïtienne de 1791.

##### Cuba

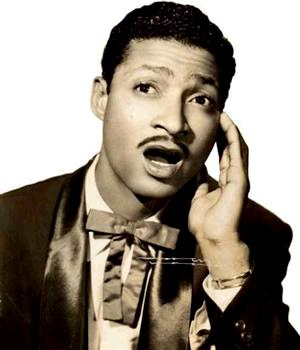
Benny Moré.

Entre 1763 et 1838, l’arrivée massive des Bantous et particulièrement des Kongo sur l’île de Cuba se concentre entre les villes de Cienfuegos, Matanzas et Santa Clara. Des patronymes comme Cabinda, Muzundi, Loango, Angunga et Mayumba confirment le peuplement de l'ïle par des ouvriers Kongo et Loango. Ces noms se retrouvent également en Colombie.
Ta Ramón Gundo Paredes, l'arrière-arrière grand-père maternel de Benny Moré (1919-1963), le célèbre compositeur, chanteur et chef d'orchestre cubain, serait un prince du royaume du Kongo, capturé par des négriers et vendu à un planteur cubain. Cet aïeul sera plus tard affranchi et mourra en homme libre à l'âge de 94 ans.

### Zone de commerce libre
Avant 1660, les Européens fréquentaient la côte de Loango pour s'approvisionner en étoffes, ivoire, bois rares (okoumé, padouk) et queues d'éléphants. 
Les Portugais précurseurs, ont établi les premiers contacts à la fin du XVe siècle. Leur but premier était de vendre les produits cités ci-haut à Luanda en échange d'esclaves. Ils arrivent dans la baie de Loango en 1535. 
Les Hollandais rejoignent les Portugais en 1593 et y commercent jusqu'en 1670. 
Les étoffes Kongo ont particulièrement joué un rôle essentiel dans le quotidien des habitants. En plus de leurs rôles dans l'ameublement et l'habillement, les étoffes étaient utilisées lors des cérémonies d'intronisation, d'initiation et d'enterrement et également comme monnaie d'échange. La qualité supérieure du textile produit à Loango rendait le produit deux fois plus cher que celui fabriqué à Luanda; peut-être également grâce au talent des commerçants Vili.  

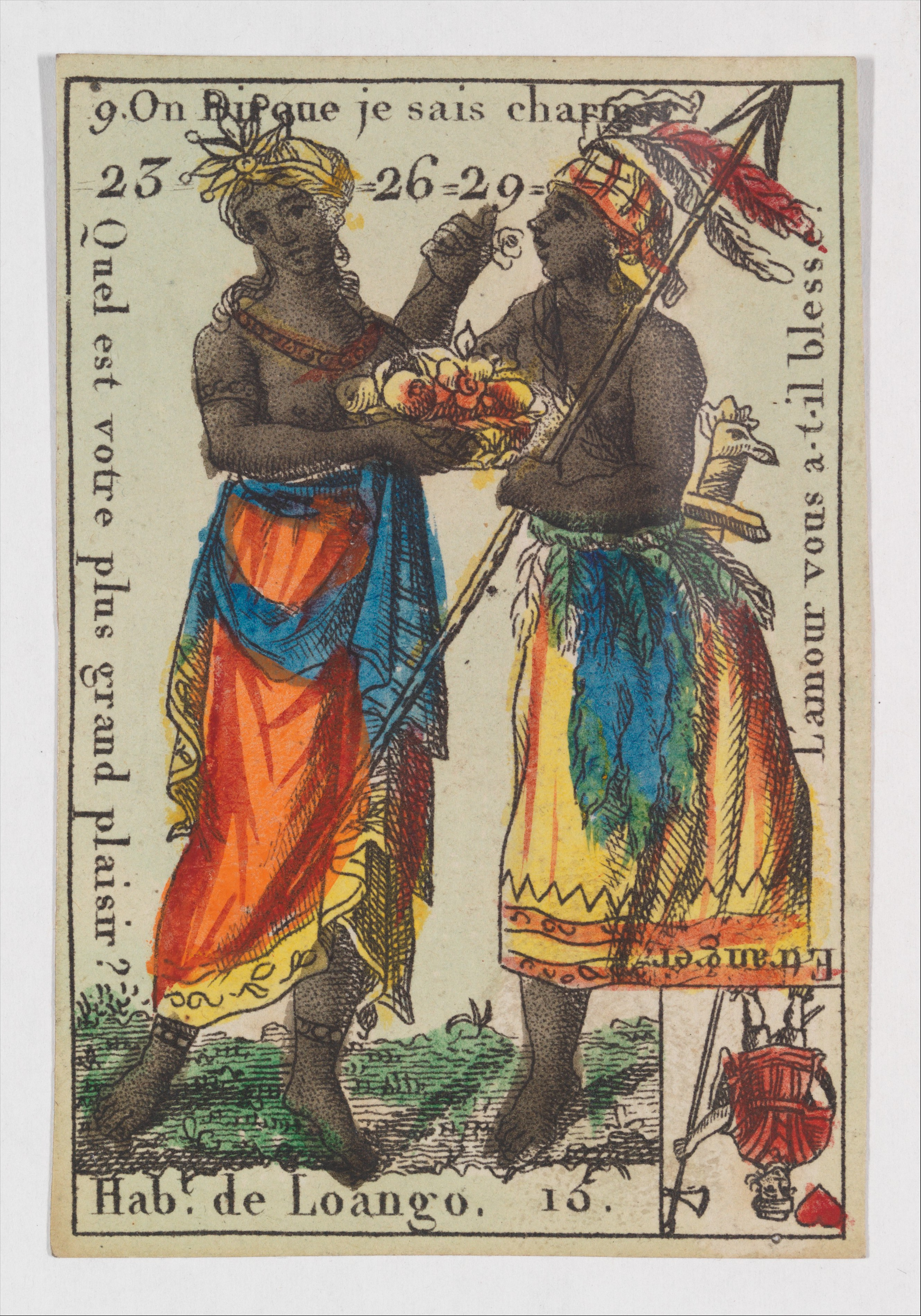
Habitant de Loango provenant d'un jeu de cartes (1700 - 1799).

Un des importants points d'accès pour les commerçants étrangers du XVIIe siècle était le port commercial de la baie de Loango, situé à environ 10 km de Bwali, la capitale du royaume de Loango. Ils étaient ensuite escortés à Bwali dans l'espoir de se voir accorder une audience avec le Maloango, ou de rencontrer des fonctionnaires royaux (Mafouk) afin de négocier les termes de l'échange.
En parallèle, le royaume de Loango entretient des échanges commerciaux avec ses voisins de l'intérieur. Les voies d'accès constituant ce réseau sont au nord la route vers Mayumba, le Pool Malebo vers l'est et vers Luanda au sud, en passant par les royaumes de Ngoyo et Kakongo. Ce sont les fameuses routes des caravanes.
À partir de 1650, l'influence des étoffes en raphia va diminuer au profit des étoffes importées d'Europe et des Antilles. Les négociants hollandais, nouveaux venus sur le côte de Loango, peu intéressés par le raphia, préféraient échanger des esclaves, de l'ivoire ou du cuivre en contrepartie d'étoffes et de vêtements occidentaux. Ces derniers ont été rapidement adoptés par les notables de Loango, en plus des attributs habituels tels que les peaux de léopard ou autres parures royales.
Entre 1660 et 1867, le commerce extérieur des marchandises est définitivement remplacé par celui des hommes. Et c'est le royaume de Loango qui en fixe les règles dans ses échanges avec les marchands Français, Anglais ou Hollandais, en faisant jouer la concurrence entre eux. Les commerçants de Loango préféraient les produits manufacturés de ces derniers comparativement à ceux des Portugais, car ils les trouvaient de meilleure qualité et moins chers. 
1670 est considérée par Phyllis Martin, comme une année charnière sur le plan économique et politique. Les Portugais et les Hollandais sont rejoints par les Anglais et les Français sur ce théâtre commercial. De plus, après 100 ans d'hégémonie sur le commerce extérieur de la région, le Kakongo et le Ngoyo deviennent de sérieux concurrents. 
Lorsque ses intérêts se trouvent menacés, notamment par les Portugais, le royaume n'hésite pas à rappeler qu'il est maître sur son territoire et qu'il commerce avec qui bon lui semble. Enfreindre les règles locales, c'était prendre le risque de représailles pour le contrevenant (mort, ou retard dans l'approvisionnement des bateaux en marchandises...).
Durant cette même période de 1660 à 1867, pendant laquelle les mécanismes de ce commerce au long cours ont été établis, 475 000 esclaves au moins ont intégré les flux du commerce triangulaire, à partir des ports de la côte de Loango (la baie de Loango, Malemba et la baie de Cabinda). 
1,3 million de captifs supplémentaires ayant quitté ces mêmes ports, ont été enregistrés entre 1811 et 1867 à bord de navires portugais, brésiliens et américains.
Ce qui fait de la côte de Loango, une des cinq zones africaines les plus importantes du commerce triangulaire.

### Factoreries

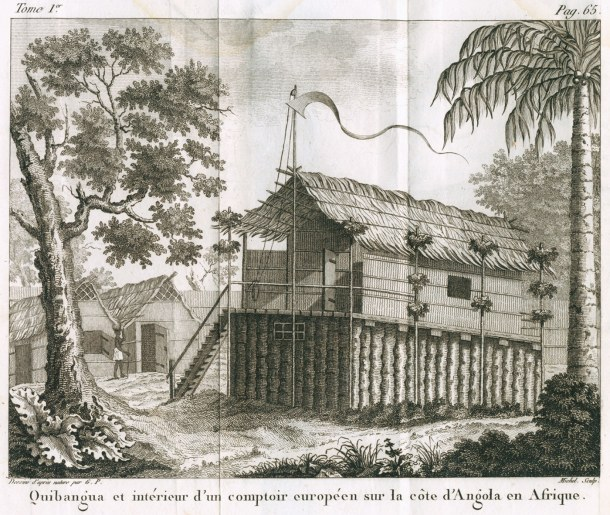
Quibangua et intérieur d'un comptoir européen sur la côte d'Angola en Afrique. Dessin d'après nature de Louis Ohier de Grandpré, gravé par Nicolas Courbe.

La factorerie de cette époque correspond moins à un entrepôt qu'à une succursale de la maison mère, que le commerçant européen utilise comme avant-poste pour stocker les marchandises débarquées du bateau, avant de les vendre ou d'entreposer les esclaves en attendant le voyage vers les Amériques. Toutefois, méfiant vis-à-vis des Portugais et eu égard à leur rôle dans la déstabilisation de leur puissant voisin, le royaume du Kongo, à partir des fortins installés le long de la côte angolaise, le royaume de Loango n'acceptait pas d'installation permanente de factorerie.
Entre 1608 et 1612, grâce à l'entregent de Pieter van den Broecke, des marchands hollandais ont installé des factoreries à Mayumba et sur la baie de Loango, afin de se fournir en cuivre et en pointes d'ivoire.
Face à la concurrence hollandaise, en 1624, Souza, le gouverneur portugais de Luanda, demande au Maloango de fermer les factoreries concurrentes.et d'expulser ces hérétiques. En contrepartie, le gouverneur promet d'acheter tous les stocks d'ivoire et de cuivre, de fournir des produits de meilleure qualité, d'assurer sa protection en cas d'invasion ennemie et enfin d'envoyer des prêtres jésuites afin de baptiser le Ma Loango. Ce dernier répliqua fermement qu'il allait continuer à commercer avec les deux parties selon les mêmes conditions et qu'il n'avait nullement l'intention de se convertir au catholicisme.
Ainsi, le Loango est resté maître de son intégrité territoriale en contrôlant ses relations économiques, religieuses avec les puissances atlantiques. Le Mafouk ou le Mambouk (les deux pour Ngoyo) est la fonction assise au sommet de cette organisation, car il était responsable de trouver un équilibre entre faciliter le commerce et veiller à ce que les puissances européennes ne puissent s'installer durablement dans chaque port Loango.
Avec son ascension politique et économique, l'aire d'influence du Loango s'est étendue vers le nord. À la fin du XVIIe siècle, avec la dispartion du royaume du Kongo, le Loango étend également son influence vers le sud en inaugurant un nouveau modèle de réseaux routier.

## De nos jours

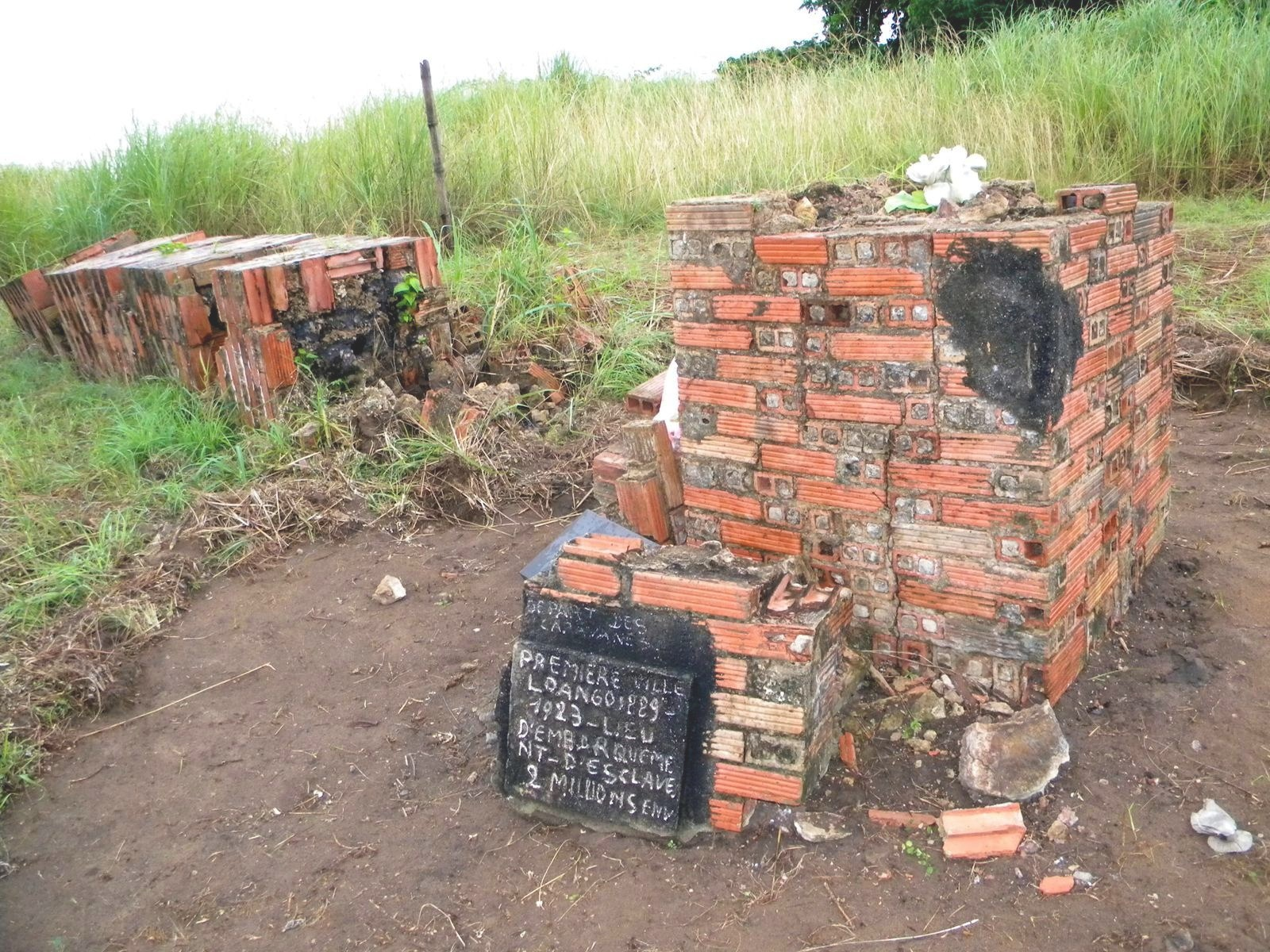
Ancienne stèle commémorative en république du Congo

Le site historique abandonné, ne semble intéresser ni les Congolais en général, ni les Pontenégrins en particulier.  
Joseph Kimfoko Madoungou,, le conservateur du musée de Diosso, situé non loin de là, a servi de guide aux rares âmes qui s’y aventurent. Il a perpétué, au fil des ans, avec de modestes moyens, la mémoire de ce lieu devenu le sanctuaire de la végétation sauvage. 
Le port garde malgré tout, les vestiges de la traite transatlantique, qui a conduit à l’un des plus grands génocides de l’humanité :    
- une stèle érigée en 1897 par l’explorateur français Pierre Savorgnan de Brazza, symbolisant matériellement l'emplacement du départ des caravanes et, en même temps, le grand marché de toutes les transactions. La stèle d'environ 7 mètres de haut, ou du moins ce qu'il en reste, perdue dans les hautes herbes, s’est effondrée toute seule en février 2002, faute d'entretien[73]. Elle a été réhabilitée lors de l'inauguration du nouveau musée Mâ Loango de Diosso le 23 août 2018[74].

- les trois manguiers qui servaient de comptoirs avant le rituel autour de l’arbre de l’oubli (actuel emplacement du siège de la préfecture du Kouilou).
- l’arbre pour le rituel de l’oubli et celui pour le retour: Les esclaves enchaînés, faisaient sept tours de cet arbre pour les femmes ou les jeunes filles, et neuf tours pour les hommes. L’arbre de retour symbolisait un éventuel retour de l’esprit du défunt à Loango une fois mort aux Amériques;
- le débarcadère, qui était une vasière, desservi par une piste envahie d'herbes, reste représenté par une portion calme qui résiste aux érosions marines. En effet, la baie de Loango, peu profonde, ne permettait pas aux bateaux d’accoster. Ils jetaient l'ancre à 30 km au large.
- la double rangée de manguiers de 30 mètres de haut environ, trois fois centenaires, délimitant le dernier chemin foulé par les captifs dans leur approche finale vers l'océan atlantique. Cette route longe la crête d'une colline et tourne brusquement vers l'Atlantique, de sorte que l'approche de la mer se fait en ligne droite et se termine à flanc de falaises avant l'océan[60].

Notons que les manguiers (Mangifera indica L.) sont un puissant symbole de la traite négrière. En effet, ces arbres ont d'abord été transportés en Afrique centrale et occidentale dans la cargaison de navires portugais des XVe et XVIe siècles à partir de leurs centres de domestication d'origine que sont l'Inde et l'Asie du Sud-Est. L'arrivée de la mangue en Afrique, et ensuite au Brésil, faisait partie d'un commerce mondial de fruits exotiques qui incluait l'ananas (Ananas comosus), la banane (Musa), la goyave (Psidium guajava), pour ne citer que ces quelques exemples.
Du point de vue de la tradition, l'abbé Raphael Nzaou, le chef de la mission catholique de Loango fournit deux explications sur la symbolique et l'origine de ces manguiers. Dans la première, il décrit comment les esclaves, dans leur marche vers la côte, ont laissé tomber des noyaux de mangues qui se sont ensuite transformés en manguiers, le long du chemin. Les mangues symbolisaient ainsi leur dernier repas africain avant leur départ vers les Amériques, ce qui était sous entendu comme étant une mort. Dans la seconde explication, l'abbé raconte comment ceux qui étaient restés sur les terres de Loango, ont planté un manguier comme un mémorial du proche disparu. Il ajoute que, toujours de nos jours, il est courant de planter un arbre sur le site funéraire d'une personne décédée.
En outre, la charge historique et émotionnelle de ce site est toujours palpable. C'est en effet, le lieu où se pratiquent toujours plusieurs rites d’intronisation et de funérailles des Mâ Loango, les rois du royaume de Loango.
L’importance culturelle de ce site est également perceptible à travers les complaintes toujours fredonnées par les habitants restés sur ce lieu de sinistre, rappelant la nostalgie des descendants, restés à attendre les êtres chers arrachés à leur affection et qu’ils ne reverront plus jamais. Ainsi, l’ancien port d’embarquement devenu véritable sanctuaire de par sa charge historique est un maillon clé pour la compréhension de l’histoire de l’esclavage.

## Liste indicative du patrimoine mondial
Le 12 juin 2008, le site a été inscrit dans la liste indicative du patrimoine culturel mondial et fait partie du grand projet de l’Unesco dit La route de l’esclave.
Depuis lors, rien ou presque n'a été fait pour mettre en valeur ce vestige. Ce qui fait que plus d'un visiteur est choqué par cet état d'abandon.
Samuel Mabandza, directeur départemental du patrimoine dans le département du Kouilou, assure que « l’État congolais n’est pas insensible à cette situation ». Il rajoute que « Il est d’ailleurs prévu la construction d’une cité africaine des arts entourée de musées en plein air, afin de valoriser l’ancien port d’embarquement des esclaves. Une action qui bénéficiera également aux communautés locales», confie-t-il, sans fournir plus de détails quant aux délais de réalisation dudit projet.
Le temps presse car, avec le désir croissant des descendants d’esclaves en Amérique du Nord et du Sud de remonter la trace de leurs ancêtres (kits pour tests ADN promettant aux individus désireux de découvrir leur patrimoine familial de leur apporter des réponses), le Bénin, le Sénégal, le Cameroun et le Ghana ont déjà pris une avance certaine dans le tourisme mémoriel, En effet, tous investissent dans les anciens sites de la traite négrière.